# هوهواند
هوهواند (به آلمانی: Hohe Wand) یک منطقهٔ مسکونی در اتریش است که در ناحیه وینر نوی‌اشتات-لاند واقع شده‌است. هوهواند ۲۴٫۶ کیلومتر مربع مساحت دارد ۴۵۰ متر بالاتر از سطح دریا واقع شده‌است.